# Sonate pour piano no 1 de Chopin
Pour les articles homonymes, voir Sonate pour piano no 1.
La Sonate pour piano no 1 de Chopin en ut mineur, op. 4, est une sonate pour piano composée par Frédéric Chopin en 1828. Elle est dédiée à Józef Elsner, dont Chopin est élève cette année-là. Malgré son petit numéro d'opus, la sonate n'est publiée qu'en 1851 par Tobias Haslinger à Vienne, deux ans après la mort de Chopin. Cette sonate est considérée comme moins raffinée que les deux dernières sonates, et est donc beaucoup moins fréquemment jouée et enregistrée.

## Histoire
Chopin, encore étudiant en composition avec Józef Elsner en deuxième année à l'école supérieure de musique de Varsovie, a écrit sa première sonate pour piano entre 1827 et 1828 avec l'intention de montrer à son professeur, à qui la composition est dédiée, à quel point il était avancé dans ses études. Chopin a presque certainement écrit son œuvre en convenant des points saillants avec le maestro, en particulier il a discuté avec lui de certaines innovations qui, à l'époque, n'auraient pas été autorisées dans une sonate de conception classique.
Le jeune musicien souhaitait à juste titre que sa composition soit publiée et, dès la fin de l'année 1828, il envoya une copie du manuscrit à Vienne à l'éditeur Tobias Haslinger, mais comme Chopin n'était pas encore connu dans les cercles musicaux, l'œuvre fut mise de côté. Environ dix ans plus tard, la maison d'édition a imprimé une épreuve de la Sonate et l'a envoyée à Chopin pour d'éventuelles modifications. Le musicien, pensant qu'il devrait retravailler de nombreuses choses dans la partition, la considérant comme pleine de défauts, n'a pas accepté l'impression. Cependant, certaines copies ont circulé en privé et lorsque le compositeur a entendu cela, il a été très inquiet.

## Structure
L'œuvre se compose de quatre mouvements :
1. Allegro maestoso (Do mineur)
2. Menuetto (Mi bémol majeur)
3. Larghetto (La bémol majeur)
4. Finale : Presto (Do mineur)

## Analyse
Bien qu'elle puisse sans aucun doute être considérée comme une œuvre mineure, il est néanmoins important d'aborder cette composition à partir des deux sonates ultérieures afin de pouvoir discerner certains éléments remarquables dans le développement du langage du musicien. Franz Liszt, disant qu'il y avait « plus de volonté que d'inspiration » dans les sonates de Chopin, Il faisait probablement référence à la Sonate Op. 4 ; derrière l'intention de créer une composition d'une grande profondeur selon les règles classiques, il était évident que l'inexpérience de la jeunesse posait des limites qui sont présentes dans les thèmes peu incisifs et impliqués et dans un développement trop long et élaboré. Cependant, les innovations introduites dans la sonate par Chopin, en accord avec Elsner, sont remarquables. Le premier mouvement, qui présente un thème unique, le temps inhabituel de 5/4 du Larghetto et l'utilisation intensive du chromatisme, présent dans toute la composition, en font une œuvre non conventionnelle et avant-gardiste pour son époque.

### Premier mouvement
Allegro maestoso. La pièce est en forme de sonate, mais l'écriture semble encore quelque peu approximative. L'absence inhabituelle d'un second thème, contrairement au premier, prive la construction de la sonate de son aspect central, le changement de tonalité, de l'ut mineur initial à si bémol mineur dans la reprise, atténue toutefois partiellement ce qui pourrait être un manque de véritables contrastes.

### Deuxième mouvement
Minuetto. Sans compter l'étude en ré bémol majeur de 1839, c'est le seul menuet écrit par Chopin. Le musicien l'a probablement introduit pour donner une touche "classique" à sa sonate, bien qu'en y regardant de plus près, le rythme ressemble beaucoup plus à celui d'une valse. La forme tripartite contient régulièrement le Trio, en mi bémol mineur, dans la section centrale. la pièce est très agréable et présente quelques idées qui préfigurent ce que seront les compositions plus mûres du musicien.

### Troisième mouvement
Larghetto. Écrite dans le tempo inhabituel de 5/4, la pièce est semblable à un nocturne et possède toute l'atmosphère romantique avec un sentiment supplémentaire d'égarement et d'hésitation.

### Quatrième mouvement
Finale, Presto. Le dernier mouvement, le plus long des trois sonates, comporte des éléments de virtuosité.